# 预先假释
预先假释（英語：Advance parole），正式名称为I-512表格，俗称回美证、AP，是美国公民及移民服务局签发给已经递交绿卡身份调整（485表格）文件、正在等待绿卡最终批准阶段的外籍人士的一种入境文件。
已经递交485表格的绿卡申请者如果需要离开美国，他既可以使用尚在有效期内的签证返美，也可以在境外美国的使领馆重新申请签证返美，还可以在离开美国之前向美国公民及移民服务局申请预先假释。第三种选择是已提交485表格的申请者的特殊福利，允许他们在获得正式永久居民卡之前提前享有无需签证即可返回美国的便利。
从2011年起，已经提交485表格的申请者可以申请所谓的”组合卡（Combo Card）”的卡片，它将就业授权文档和预先假释的效力集中在同一张卡片上。已经提交485表格、尚未拿到永久居民卡的申请者使用这张卡片在一定程度上能享有和绿卡相似的就业、出入境方面的便利。但是使用者需要在使用这两项便利前，仔细研究使用这些便利时，是否造成自己移民身份、工作许可方面的变化，及这些变化对移民申请造成的影响。